# Papa Malick Ba
Papa Malick Ba (ur. 11 listopada 1980 w Pikine) – senegalski piłkarz grający na pozycji środkowego obrońcy lub defensywnego pomocnika.

## Kariera klubowa
Ba jest wychowankiem klubu AS Pikine, w którym grał jedynie w drużynach młodzieżowych. Następnie trafił do Juventusu Dakar. W 1997 roku wyjechał do Tunezji i został zawodnikiem jednego z tamtejszych klubów, CS Sfaxien. Przez 2 lata terminował w szkółce tego klubu, a w pierwszej lidze tunezyjskiej zadebiutował w 1999 roku. W 2000 roku ze Sfaxien zdobył Arabski Puchar Mistrzów, a w pierwszym składzie zaczął grać już w sezonie 2000/2001. W 2003 roku sięgnął po Puchar Ligi Tunezyjskiej. W 2004 roku znów wygrał Arabską Ligę Mistrzów oraz Puchar Tunezji, a rok później sięgnął po tytuł mistrza Tunezji.
Już w 2004 roku Papą interesowały się kluby francuskie i szwajcarskie, ale dopiero w 2005 roku podpisał on kontrakt z FC Basel. Kosztował 1,5 miliona euro. W Swiss Super League zadebiutował 16 lipca w wygranym 1:0 meczu z FC Schaffhausen. Szybko wywalczył miejsce w podstawowym składzie i już w 2006 roku został wicemistrzem Szwajcarii. W 2007 roku powtórzył to osiągnięcie oraz do sukcesów dołożył zdobyty Puchar Szwajcarii. Po zakończeniu sezonu 2007/2008 Ba rozwiązał swój kontrakt z FC Basel.
Latem 2008 Ba przeszedł do Dinama Bukareszt, w którym przez rok rozegrał 9 meczów w pierwszej lidze rumuńskiej. Po sezonie 2008/2009 przeszedł do spadkowicza z Ligue 1, FC Nantes. W latach 2012–2016 grał w FC Mulhouse.
| Sezon   | Klub             | Kraj       | Rozgrywki              | Mecze | Bramki |
| ------- | ---------------- | ---------- | ---------------------- | ----- | ------ |
| 1999/00 | CS Sfaxien       | Tunezja    | Championnat de Tunisie | ?     | ?      |
| 2000/01 | CS Sfaxien       | Tunezja    | Championnat de Tunisie | ?     | ?      |
| 2001/02 | CS Sfaxien       | Tunezja    | Championnat de Tunisie | ?     | ?      |
| 2002/03 | CS Sfaxien       | Tunezja    | Championnat de Tunisie | ?     | ?      |
| 2003/04 | CS Sfaxien       | Tunezja    | Championnat de Tunisie | ?     | ?      |
| 2004/05 | CS Sfaxien       | Tunezja    | Championnat de Tunisie | ?     | ?      |
| 2005/06 | FC Basel         | Szwajcaria | Swiss Super League     | 33    | 2      |
| 2006/07 | FC Basel         | Szwajcaria | Swiss Super League     | 33    | 0      |
| 2007/08 | FC Basel         | Szwajcaria | Swiss Super League     | 16    | 0      |
| 2008/09 | Dinamo Bukareszt | Rumunia    | Liga I                 | 9     | 0      |
| 2009/10 | FC Nantes        | Francja    | Ligue 1                | 26    | 1      |
| 2010/11 | FC Nantes        | Francja    | Ligue 1                | 9     | 0      |
| 2011/12 | FC Nantes B      | Francja    | CFA 2                  | ?     | ?      |
| 2012/13 | FC Mulhouse      | Francja    | CFA                    | 8     | 1      |
| 2013/14 | FC Mulhouse      | Francja    | CFA                    | 19    | 1      |
| 2014/15 | FC Mulhouse      | Francja    | CFA                    | 21    | 2      |
| 2015/16 | FC Mulhouse      | Francja    | CFA                    | 19    | 0      |

## Kariera reprezentacyjna
W reprezentacji Senegalu Ba zadebiutował w 2006 roku. W 2008 roku selekcjoner kadry Henryk Kasperczak powołał go na Puchar Narodów Afryki 2008.